# Ehrenberg (Familienname)
Ehrenberg ist ein deutscher Familienname.

## Herkunft und Bedeutung
Ehrenberg ist ein Herkunftsname für Personen, die aus einer gleichnamigen Ortschaft stammen.

## Namensträger
- Alain Ehrenberg (* 1950), französischer Soziologe
- Albrecht Ehrenberg (1877–1964), deutscher Schiffbauingenieur, Obermarinebaurat und Professor für Schiffbau
- André Ehrenberg (* 1972), deutscher Kanute
- Birger Ehrenberg (* 1962), deutscher Politiker (FDP)
- Birgit Ehrenberg (* 1962), deutsche Journalistin und Autorin
- Carl Ehrenberg (Maler) (1840–1914), deutscher Maler und Illustrator
- Carl Ehrenberg (Komponist) (1878–1962), deutscher Komponist
- Carl August Ehrenberg (1801–1849), deutscher Botaniker
- Carl Ferdinand von Ehrenberg (1806–1841), Schweizer Architekt und Publizist
- Christian Gottfried Ehrenberg (1795–1876), deutscher Mediziner, Zoologe und Geologe
- Eckehart Ehrenberg (* 1944), deutscher Politiker (SPD, DL)
- Eleonora Ehrenberg (1832–1912), böhmische Koloratursopranistin
- Elisabeth von Ehrenberg, im 14. Jh. Priorin im Kloster Maria Engelport
- Friedrich Ehrenberg (1776–1852), deutscher Theologe
- Gisela Bleibtreu-Ehrenberg (1929–2025), deutsche Soziologin
- Gottfried Rudolf Ehrenberg (1921–1994), britischer Historiker deutscher Herkunft, siehe Geoffrey Rudolph Elton
- Hans Ehrenberg (Theologe) (1883–1958), deutscher Theologe
- Hans Ehrenberg (Mineraloge) (1894–1977), deutscher Mineraloge
- Hans Ehrenberg (Physiker) (1922–2004), deutscher Kernphysiker und Hochschullehrer
- Hans-Werner Ehrenberg (* 1952), deutscher Lehrer und Politiker
- Henry Ehrenberg (1912–1993), deutschamerikanischer Chasan (Kantor)
- Herbert Ehrenberg (1926–2018), deutscher Politiker (SPD), MdB
- Hermann Ehrenberg (Autor) (1816–1866), deutscher Autor
- Hermann Ehrenberg (Historiker) (1858–1920), deutscher Historiker
- Johann Aloys Gayer von Ehrenberg (1737–1818), österreichischer Jurist und Hofbeamter
- Johannes von Ehrenberg († 1544), Domherr in Mainz, Speyer und Worms, Domdekan und Dompropst
- Karl von Bayer-Ehrenberg (1848–1908), deutscher Hauptmann und Präsident des Badischen Automobilclubs
- Karl Ferdinand von Ehrenberg (1806–1841), Schweizer Architekt, siehe Carl Ferdinand von Ehrenberg
- Katja Ehrenberg, deutsche Wirtschaftspsychologin und Wissenschaftsautorin
- Kurt Ehrenberg (1896–1979), österreichischer Paläontologe
- Leo von Bayer-Ehrenberg, nationalsozialistischer deutscher Sportfunktionär
- Ludwig Ehrenberg (Geistlicher) († 1775), Geistlicher, Theologe und Stiftspropst
- Ludwig Ehrenberg (1923–2018), britischer Bildungsforscher deutscher Herkunft, siehe Lewis Elton
- Maria Ehrenberg (Botanikerin) (* 1919), deutsche Botanikerin und Hochschullehrerin
- Maximilian Gfrörer von Ehrenberg (1857–1913), deutscher Verwaltungsbeamter und Landrat
- Paul Ehrenberg (Agronom) (1875–1956), deutscher Agrikulturchemiker
- Paul Ehrenberg (Maler) (1876–1949), deutscher Violinist und Maler
- Philipp Adolf von Ehrenberg (1583–1631), Fürstbischof von Würzburg
- Richard Ehrenberg (1857–1921), deutscher Ökonom
- Rudolf Ehrenberg (1884–1969), deutscher Biologe und Physiologe
- Samuel Meyer Ehrenberg (1773–1853), deutscher Reformpädagoge und Schuldirektor
- Victor Ehrenberg (1891–1976), deutsch-britischer Althistoriker
- Victor Ehrenberg (Jurist) (1851–1929), deutscher Jurist
- Werner Ehrenberg (1901–1975), deutsch-britischer Physiker
- Wilhelm Ehrenberg (1834–1892), Schweizer Unternehmer
- Wilhelm von Ehrenberg († 1841), preußischer Regierungsrat und Landrat der Kreise Euskirchen und Militsch
- Wolff Eberhard von Ehrenberg († 1597), kurmainzischer Oberamtmann in Miltenberg
- Yitshak Ehrenberg (* 1950), deutscher Rabbiner